# Поразка в правах
Поразка в правах, правопозбавлення, позбавлення права — кримінальне покарання, що передбачає позбавлення засудженого певних особистих, громадянських та політичних прав. Поразка у правах може мати різний обсяг, до визнання засудженого «юридично мертвим», тобто позбавлення його всіх прав. У сучасних правових системах поразка у правах досить часто буває пов'язане з позбавленням засудженого трудових прав і прав, наданих за спеціальним повноваженням.

## Історія
У своєму історичному розвитку покарання позбавленням прав пройшло два суттєво різні ступені.
Вища форма обмеження прав особистості — це фікція юридичної смерті злочинця, що зустрічалася в римському, німецькому і в давньослов'янському праві. Особа, яка скоїла тяжкий злочин, ставала чужою для суспільства. Така людина не могла відправляти релігійні обряди, вона була відлучена від спілкування з іншими людьми, позбавлена можливості ділити з ними притулок і їжу (aquae et ignis interdictio). Вона ставила себе поза охороною закону, позбавлялася охорони держави. Подібно до дикого звіра, злочинець міг стати здобиччю кожного; як істота безправна, він підлягав «потоку та пограбуванню». Мало того, громада нерідко обіцяла прощення позбавленому світу, якщо він уб'є кілька подібних до нього, призначала плату за їхні голови та інше.
З розвитком суспільства та пом'якшенням суворості покарань такого роду поразки у правах були суттєво обмежені. У російському праві аналогом цього інституту були положення Військового статуту Петра І про шельмування. Ошельмований, як говорилося в указах того часу, шанувався «яко ж помре». Подібні заходи зустрічалися і в кодексах інших країн: це, наприклад, mort civile (громадянська смерть) у Французькому кодексі 1810 року. Вона справляла самі юридичні наслідки, як і фізична смерть: шлюб руйнувався, народжені після цього діти вважалися незаконними; майно засудженого надходило до скарбниці; але оскільки засуджений залишався живим, його особистість все-таки користувалася охороною, тому такий стан призводив до нескінченних суперечностей.
Громадянська смерть була скасована в Бельгії у 1830 р. та у Франції у 1854 р., у Баварії – у 1849 р., а в Ольденбурзі – у 1852 р.
Натомість фікції юридичної смерті доктрина висунула теорію обмеження юридичних прав та дієздатності. Вчинення злочинів (особливо тяжких), вказуючи на небезпеку злочинця для суспільства, на відсутність у ньому моральних принципів, поваги до права тощо, позбавляє винної довіри держави та, отже, позбавляє її права обіймати такі посади, займатися такою діяльністю, що передбачає особливу довіру до виконавця. Злочинець може бути позбавлений почестей та прерогатив чи особливого становища, яке він обіймав.

## У сучасному праві

### В Україні
Українське право передбачає особисті обмеження в правах згідно з чинним законодавством і Кримінальним кодексом України.

### У Франції
Французьке кримінальне право передбачає широкий перелік покарань, пов'язаних з обмеженням особистих, громадянських та політичних прав та свобод засудженого. Це заборона користуватися політичними, громадянськими та сімейними правами (права обирати та бути обраним, обіймати посаду в суді або виступати експертом, надавати юридичну допомогу, бути опікуном чи піклувальником), заборона здійснювати професійну чи громадську діяльність, заборона перебування у місцях, визначених судом, або на території Франції (для іноземців), заборона на участь у договорах тощо.